# Polyplax asiatica
Polyplax asiatica – gatunek wszy z rodziny Polyplacidae. Powoduje wszawicę. Pasożytuje na ryjówku domowym (Suncus murinus) i drobnych gryzoniach  takich jak: bandikot bengalski (Bandicota bengalensis), bandikot indyjski (B. indica), nesokia indyjska (Nesokia indica) i szczur himalajski (Rattus pyctoris).
Samica wielkości 1,3 mm, samiec mniejszy osiąga wielkość 0,9 mm. Anteny wykazują dymorfizm płciowy. U samców bazowy segment anteny powiększony, zaś trzeci segment znacznie zmodyfikowany w stosunku do trzeciego segmentu u samicy.  Wszy te mają ciało silnie spłaszczone grzbietowo-brzusznie. Samica składa jaja zwane gnidami, które są mocowane specjalnym "cementem" u nasady włosa. Rozwój osobniczy trwa po wykluciu się z jaja około 14 dni. Występuje na terenie Azji w Chinach, Indiach, Iranie, Pakistanie, Tajlandii.